# Alhazém
Abu Ali Haçane ibne Alhaitame (em árabe: أبو علي الحسن بن الهيثم; romaniz.: Abu Ali al-Hasan ibn al-Haitham), conhecido também pela forma latinizada Alhazém (em latim: Alhazen), foi um matemático, físico e astrônomo árabe ou persa. Nasceu no ano 965 em Baçorá, (atual  Iraque) e morreu em 1040 na cidade do Cairo. Foi pioneiro nos estudos da óptica, após  Ptolomeu. Foi um dos primeiros a explicar o fenômeno dos corpos celestes no horizonte.
Escreveu numerosas obras notáveis, pelo estilo e pelas observações sobre os fenômenos da refracção da luz, com especial incidência na refracção atmosférica ao nascer e ao pôr do sol.
Em seu Livro de Óptica (em árabe: كتاب المناظر, lit. 'Kitāb al-Manāẓir'), publicado no início do século XI, propõe uma nova teoria sobre a visão. Embora diferente do modelo atualmente aceito, essa teoria foi revolucionária para a época em que foi proposta e é vista como um passo importante para a compreensão da visão.
Outra contribuição importante sua foi para o método científico. Alhazém acreditava que uma hipótese devia ser provada por experimentos, seguindo procedimentos sistemáticos e que poderiam ser reproduzidos, assim já demonstrando similaridades do que hoje é considerado o método científico moderno, mais de mil anos atrás e séculos antes de Descartes..
É considerado por muitos como o primeiro cientista, pelas suas contribuições na óptica, na astronomia, na física, na matemática, filosofia e pelo pensamento de que o conhecimento científico só seria alcançado através de uma postura cética por parte do pesquisador, que deveria comprovar suas hipóteses pelo uso de experimentos e que estes poderiam ser reproduzidos.
A UNESCO denominou o ano de 2015 como o Ano Internacional  da Luz e homenageou Ibn Al-Haytham pelo milésimo aniversário da publicação do seu Livro de Óptica.

## Biografia
Alhazém nasceu em 965 em Baçorá, na Pérsia Antiga e morreu em 1040 no Cairo. Pouco se sabe sobre a infância e a adolescência de Alhazém, ele fez parte de uma era em que a civilização muçulmana crescia intelectualmente de forma bastante considerável, com a criação de bibliotecas e escolas. Os primeiros estudos de sua vida foram dedicados ao estudo de religião. Contudo, Alhaitame foi aos poucos tornando-se infeliz com seus estudos de religião e tomou a decisão de dedicar-se inteiramente à ciência, que ele achou muito bem descrita nos trabalhos de Aristóteles. Tendo tomado esta decisão, o resto de sua vida foi voltado ao estudo de Matemática, Física e outras ciências.
Já no Egito, foi contratado pelo califa fatímida Aláqueme Biamir Alá por sua ideia de controlar o fluxo do Rio Nilo por meio de construções, mas logo Alhazém percebeu que esta era um tarefa impossível. Alhazém, para se salvar de uma punição do Califa, se declarou louco e foi posto em prisão domiciliar pelo Califa, só sendo liberto depois da morte de Aláqueme. Totalizando 10 anos, foi neste período que ele escreveu the Kitab al-Manazir, o Livro de Óptica, e quando, segundo as histórias, teve a ideia da Albait Almuzlim, câmera obscura em árabe, ao ver um feixe de luz atravessar um quarto escuro e perceber que ele projetava a imagem de objetos do lado de fora na parede contrária, descobrindo assim que a luz viaja em linha reta.
Alhaitame teria escrito cerca de 92 trabalhos, com apenas 55 deles ainda preservados.
Seu trabalho em sete volumes sobre Óptica, Kitab al-Manazir, é considerado por muitos como a maior e mais importante contribuição de Alhazém. Foi traduzido para o latim como Opticae thesaurus Alhazeni em 1270, por Roberto Grosseteste. O maior trabalho prévio em Óptica havia sido o Almagesto, de Ptolomeu, e embora o trabalho de Alhazém não tenha tido a mesma influência que o Almagesto, ainda assim é considerado como a próxima grande contribuição ao assunto, tanto que foi chamado pelos estudiosos europeus de o segundo Ptolomeu.

## Contribuição  científica

### Método científico
O método de Alhazém dividia a pesquisa em 5 estágios:
1. A pesquisa deve começar com as introduções e princípios do que se quer pesquisar, definindo o problema e todos os estudos e conhecimentos que fosse possível sobre o que estaria sendo pesquisado, ao invés de logo começar com o experimento;
2. O segundo estágio é a dedução e o estudo do todo por meio das partes;
3. Depois da separação das partes para o estudo do todo, são então vistas as particularidades das partes, para separá-las em categorias;
4. Definir o que é relevante para a discussão e examinar isso em relação aos resultados do experimento;
5. Analisar e criticar a hipótese para chegar à verdade. Essa análise leva a hipótese a ser mais resistente e mais perto da verdade.

### Atmosfera terrestre
No ano de 1021, Alhazém procurou explicar o fenômeno da refração atmosférica e demonstrou que a refração da luz solar acontece apenas quando o disco solar está a abaixo dos 18° em relação à linha do horizonte e com base nisto concluiu que a altura da atmosfera terrestre deveria ser de aproximadamente 79 km, o que é bastante compatível com os resultados atuais. Alhazen também concluiu que a atmosfera reflete a luz, pelo fato de que as estrelas menos brilhantes do céu começam a desaparecer quando o sol ainda está 18° abaixo da linha do horizonte, indicando o término do crepúsculo ou o início do amanhecer.

## Contribuição para a física do corpo humano
Alhazém também contribuiu para o estudo do corpo humano, devido sua teoria sobre a visão. Por meio dela, propôs que a visão ocorre através da luz e das cores que se espalham em linha reta, para todos os lados, a partir de cada ponto da superfície dos objetos, e atingem o olho, nele produzindo uma réplica bidimensional do que percebemos. Em seu Livro de Óptica, explicou que a luz e as cores produzem efeitos no olho: uma luz muito brilhante (como a do Sol, ou a luz solar refletida por um espelho) pode produzir dor e dano a esse, assim como luzes brilhantes que o atingem acarretam em consequências de certa duração — ao olhar para um lugar escuro depois de observar um corpo branco brilhante, a visão não é nítida durante algum tempo — e, também, objetos coloridos produzem efeitos temporários nos olhos.
A abordagem de Alhazém é fortemente experimental e ele manteve praticamente a mesma descrição do olho que havia sido apresentada por Galeno (século II) e outros autores antecessores. Porém, é necessário frisar que sua teoria não é aceita atualmente, apesar de sua importância para a compreensão do processo visual, uma vez que teve grande influência na Europa, pois Johannes Kepler (1571-1630) propôs as bases da teoria da visão que ainda é utilizada.